# Elektronika 60
L'Elektronika 60 (en russe : Электроника 60) est un ordinateur sorti en août 1982 et fabriqué en URSS par Elektronika à Voronej. Il présentait une certaine ressemblance avec le PDP-11 (fabriqué par Digital Equipment Corporation).

## Spécifications techniques
M2 CPU :
- clone LSI-11 (PDP-11 implémentation LSI CPU)
- Longueur des mots : 16 bits
- Espace d'adressage : 32K mots (64 KB)
- Taille de la RAM : 4K mots (8 KB)
- Nombre d'instructions : 81
- Performance : 250.000 opérations par seconde
- Capacité en virgule flottante : 32 bits
- Nombre de puces VLSI : 5
- Dimensions de la carte : 240 × 280 mm

## Anecdote
La version originale de Tetris fut écrite pour l'Elektronika 60 par Alekseï Pajitnov. Comme l'Elektra 60 n'avait pas de fonction graphique, du texte fut utilisé pour simuler les briques.